# Piet de Vries
Piet de Vries (Rotterdam, 6 marzo 1939) è un ex calciatore olandese, di ruolo attaccante.

## Carriera

### Club
Piet de Vries ha giocato per 9 stagioni, dal 1956 al 1965. per lo Sparta Rotterdam, con cui ha vinto una volta il campionato olandese (1958-1959) e due volte la KNVB beker (1957-1958 e 1961-1962).
In totale ha giocato 189 partite con la squadra di Rotterdam, segnando 49 goal.

### Nazionale
Ha giocato una sola partita con la Nazionale olandese, esordendo il 13 maggio 1959 a Sofia contro la Bulgaria.

## Statistiche

### Cronologia presenze e reti in Nazionale
| Cronologia completa delle presenze e delle reti in nazionale ― Paesi Bassi | Cronologia completa delle presenze e delle reti in nazionale ― Paesi Bassi | Cronologia completa delle presenze e delle reti in nazionale ― Paesi Bassi | Cronologia completa delle presenze e delle reti in nazionale ― Paesi Bassi | Cronologia completa delle presenze e delle reti in nazionale ― Paesi Bassi | Cronologia completa delle presenze e delle reti in nazionale ― Paesi Bassi | Cronologia completa delle presenze e delle reti in nazionale ― Paesi Bassi | Cronologia completa delle presenze e delle reti in nazionale ― Paesi Bassi |
| Data                                                                       | Città                                                                      | In casa                                                                    | Risultato                                                                  | Ospiti                                                                     | Competizione                                                               | Reti                                                                       | Note                                                                       |
| -------------------------------------------------------------------------- | -------------------------------------------------------------------------- | -------------------------------------------------------------------------- | -------------------------------------------------------------------------- | -------------------------------------------------------------------------- | -------------------------------------------------------------------------- | -------------------------------------------------------------------------- | -------------------------------------------------------------------------- |
| 13-5-1959                                                                  | Sofia                                                                      | Bulgaria                                                                   | 3 – 2                                                                      | Paesi Bassi                                                                | Amichevole                                                                 | -                                                                          |                                                                            |
| Totale                                                                     |                                                                            | Presenze                                                                   | 1                                                                          |                                                                            | Reti                                                                       | 0                                                                          |                                                                            |

## Palmarès
- Campionato olandese: 1

Sparta Rotterdam: 1958-1959
- Coppe d'Olanda: 2

Sparta Rotterdam: 1957-1958, 1961-1962